# Chinese Volleyball League 1996-1997 (maschile)
La Chinese Volleyball League 1996-1997 si è svolta dal 1996 al 1997: al torneo hanno partecipato 8 squadre di club cinesi e la vittoria finale è andata per la prima volta al Sichuan.

## Squadre partecipanti
| - Bayi - Beijing - Chengdu - Hubei | - Jiangsu - Liaoning - Sichuan - Zhejiang |

## Premi individuali[1]
| Premio             | Giocatrice   | Squadra  |
| ------------------ | ------------ | -------- |
| MVP                | Zhang Liming | Sichuan  |
| Miglior attaccante | Lu Weizhong  | Jiangsu  |
| Miglior muro       | Shen Dawei   | Sichuan  |
| Miglior servizio   | Lu Weizhong  | Jiangsu  |
| Miglior ricevitore | Li Tieming   | Liaoning |
| Miglior difesa     | Li Tieming   | Liaoning |

## Classifica finale[1]
| Pos | Squadra  | Verdetto                    |
| --- | -------- | --------------------------- |
| 1   | Sichuan  |                             |
| 2   | Zhejiang |                             |
| 3   | Liaoning |                             |
| 4   | Jiangsu  |                             |
| 5   | Hubei    |                             |
| 6   | Beijing  |                             |
| 7   | Bayi     | Chinese Volleyball League B |
| 8   | Chengdu  | Chinese Volleyball League B |